# ماكس واتسون
ماكس واتسون (بالسويدية: Max Watson)‏ هو لاعب كرة قدم سويدي، ولد في 3 فبراير 1996. لعب مع نادي جونكوبينغ سودرا ‏.

## وصلات خارجية
- ماكس واتسون على موقع اتحاد السويد (السويدية)
- ماكس واتسون على موقع قاعدة بيانات كرة القدم.إي يو (الإنجليزية)
- ماكس واتسون على موقع Soccerway.com (الإنجليزية)